# Voormalig rijksbeschermd gezicht Höfke / Schweiberg Westelijk Deel
Het voormalig rijksbeschermd gezicht Schweiberg / Höfke Westelijk Deel is een van rijkswege niet langer beschermd dorpsgezicht in het gehucht Schweiberg nabij het dorp Mechelen in de Nederlands-Limburgse gemeente Gulpen-Wittem. Oorspronkelijk hoorde het, samen met de buurtschap Höfke tot het beschermde dorpsgezicht, maar de bescherming van Schweiberg is in 1984 opgeheven.

## Beschrijving gebied
Het niet langer beschermde deel van het beschermde dorpsgezicht Schweiberg / Höfke ligt ten zuiden van Mechelen langs de Schweibergerweg. Aan de voet van de Schweibergerweg ligt het Höfke, dat nog steeds krachtens artikel 20 van de Monumentenwet is beschermd. Het beschermde dorpsgezicht strekte zich oorspronkelijk uit tot het oostelijk deel van Schweiberg. Het westelijk deel van dit gehucht had reeds in een eerder stadium veel van het oude karakter verloren. Het oostelijk deel was bij de inventarisatie in 1968 nog opmerkelijk gaaf, zodat dit deel bij de aanvraag van het beschermde dorpsgezicht was inbegrepen. Het wordt (nog steeds) gekenmerkt door een reeks 18e-eeuwse vakwerkpanden, bakhuisjes en schuren langs de weg, die door een aantrekkelijk landschap afdaalt naar de Geulvallei. In de jaren 1970 werden, ondanks de beschermde status, in het gebied enkele nieuwbouwplannen gerealiseerd, waardoor de gaafheid van het dorpsgezicht verloren is gegaan. Met name de bouw van een zestiental vrijstaande woningen langs het westelijke deel van de Schweibergerweg, leidde tot een ernstige aantasting van de historische nederzettingsstructuur en een verstoring van de van oorsprong hechte relatie tussen bebouwing en landschap. Ook het karakteristieke holle wegprofiel is op de meeste plaatsen verdwenen door wegverbetering (ophoging en asfalteren) en het weggraven van de hoge berm voor garage-inritten en siertuinen. Daarnaast heeft ook de oorspronkelijke bebouwing in een aantal gevallen een deel van zijn karakter verloren door het verbouwen van agrarische bedrijfsgebouwen tot vakantieappartementen. Dit alles leidde in 1984 tot een inperking van het beschermde gezicht tot de buurtschap Höfke met slecht de meest oostelijk gelegen percelen van Schweiberg (tot en met Schweibergerweg 6).

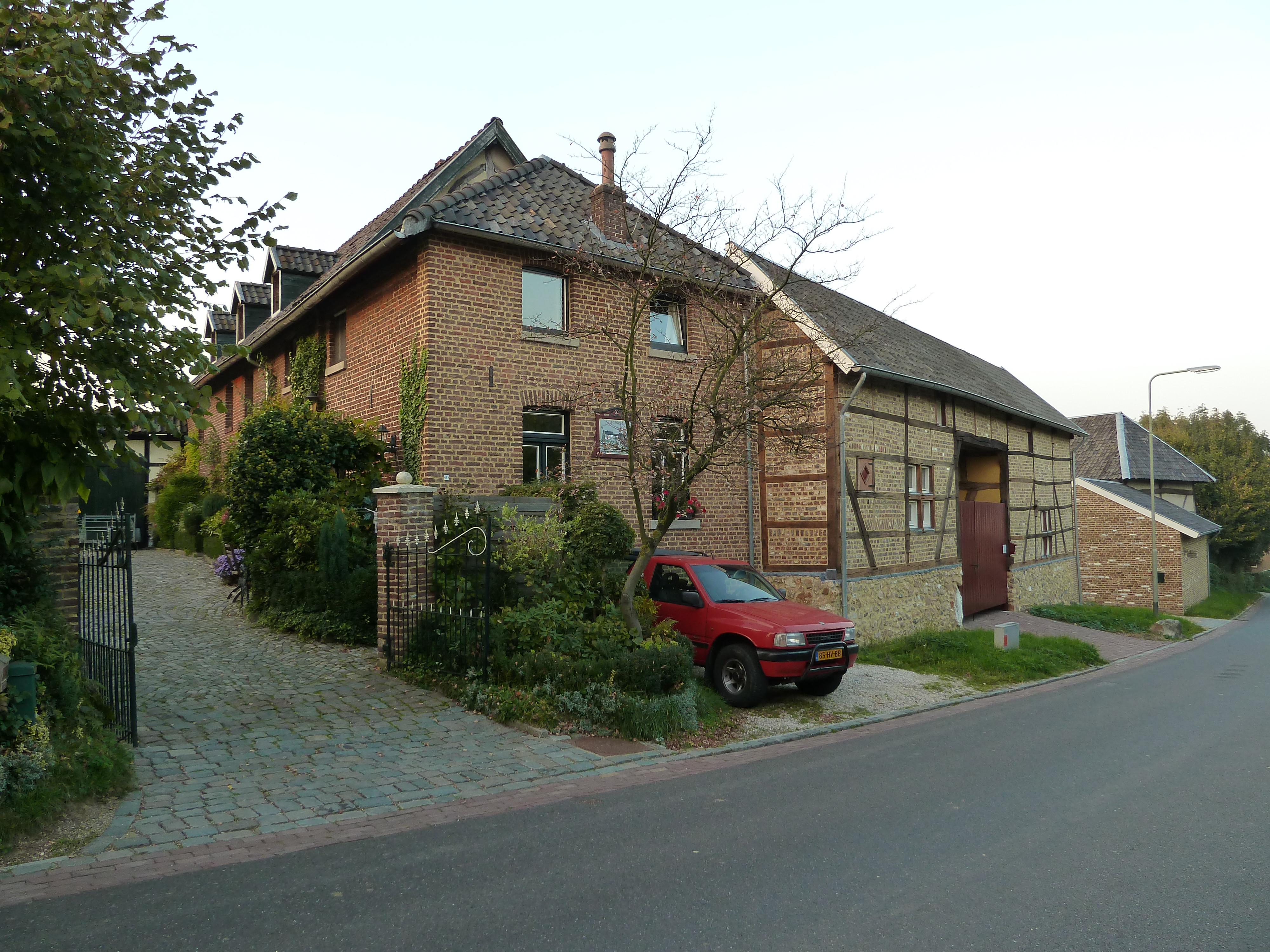
Schweibergerweg 8
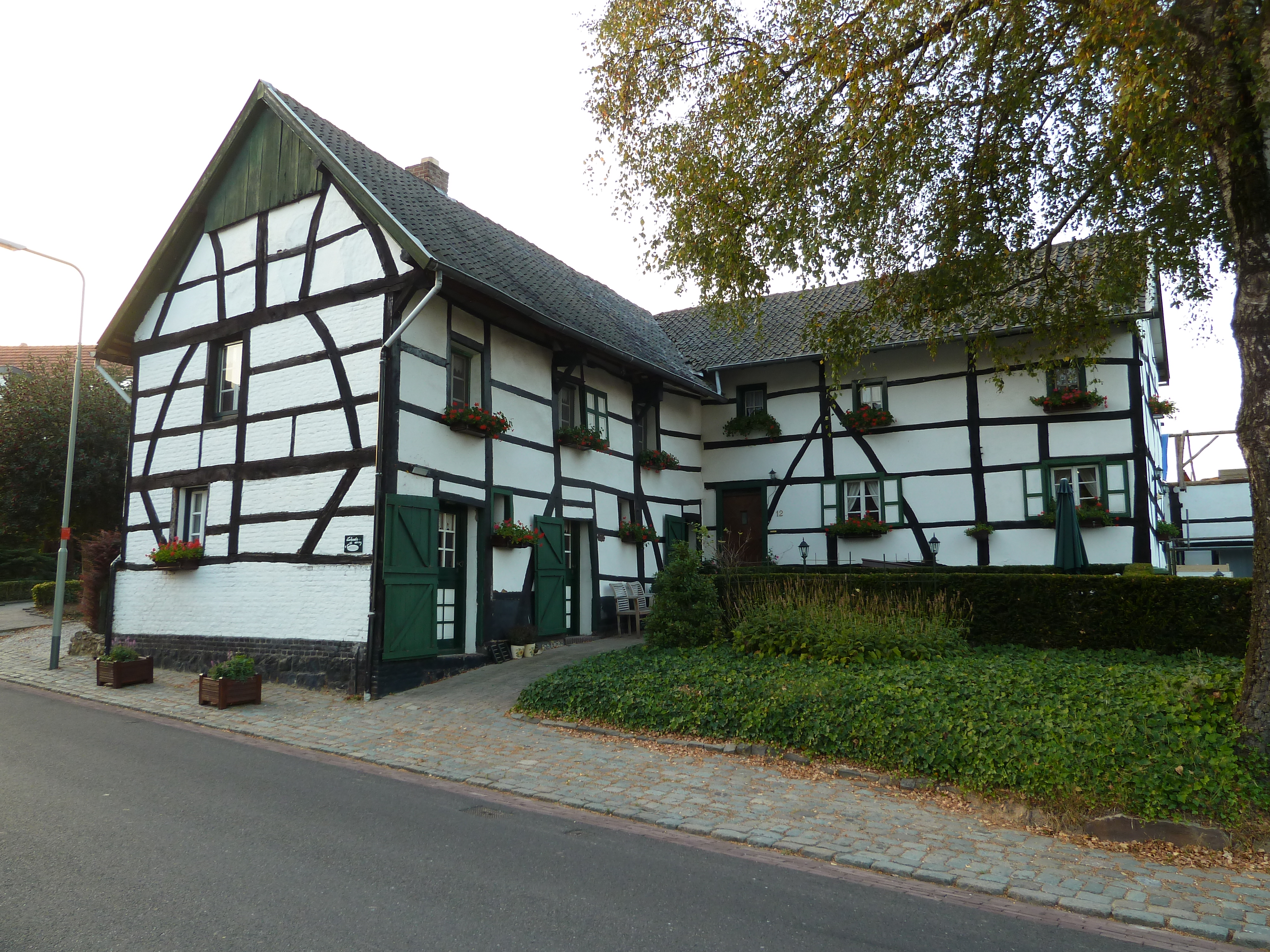
Schweibergerweg 12
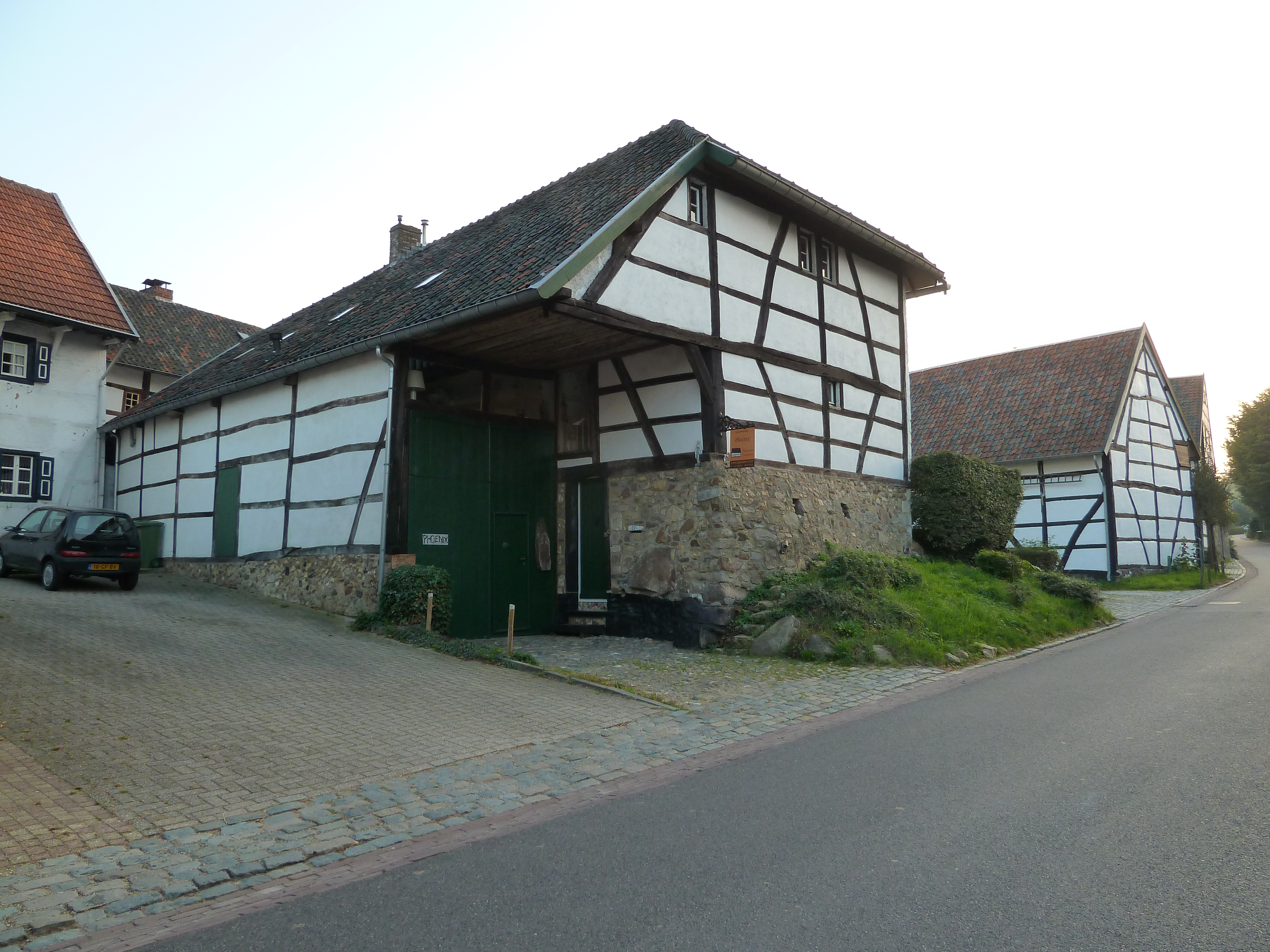
Schweibergerweg 15-A
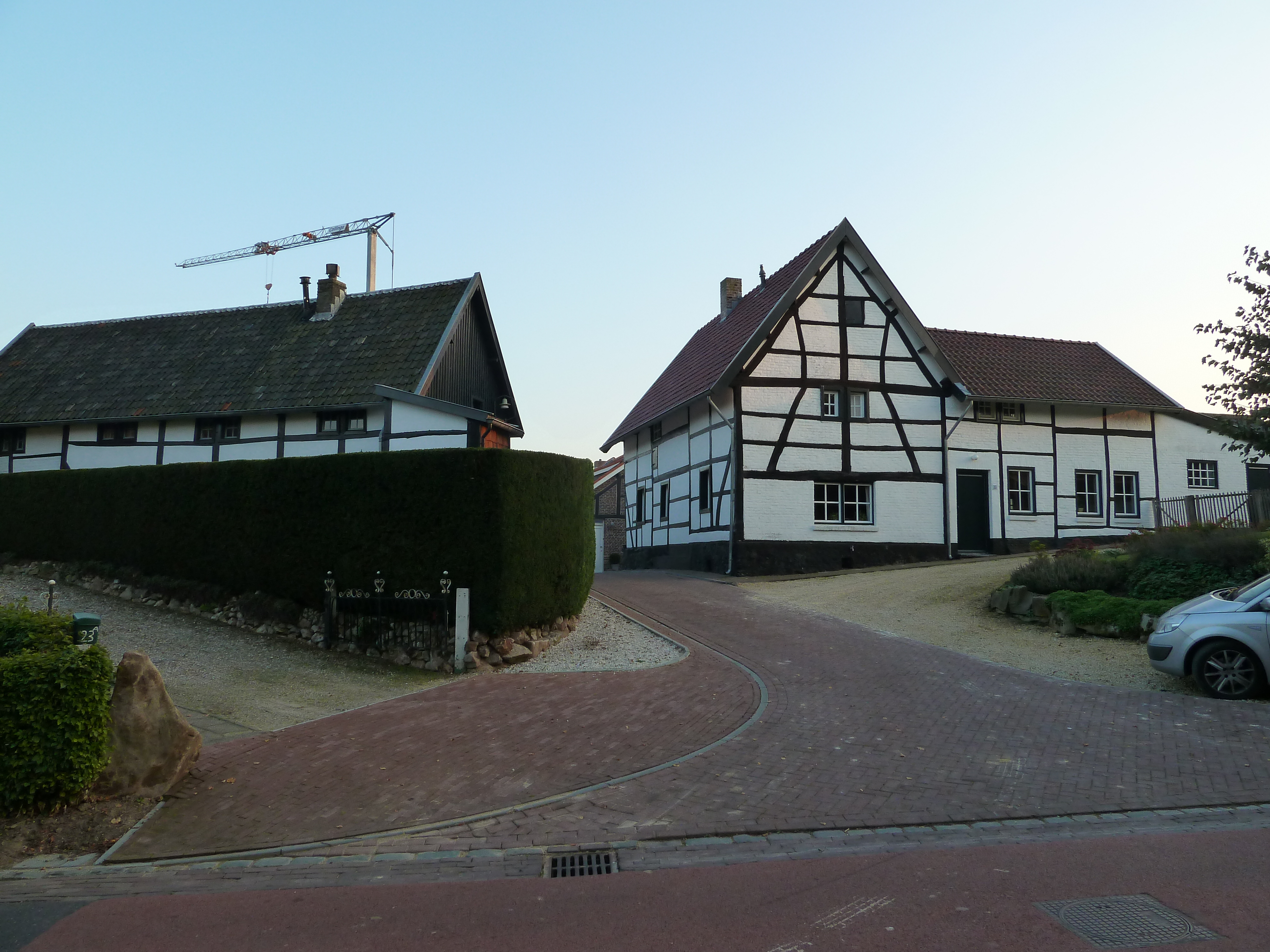
Schweibergerweg 25-31

## Aanwijzing tot rijksbeschermd gezicht en intrekking
De procedure voor aanwijzing werd gestart op 17 mei 1967. Het gebied werd op 13 maart 1969 aangewezen. Het gewaardeerde gezicht besloeg een oppervlakte van 44,2 hectare. In 1984 werd de bescherming ingetrokken omdat het dorpsbeeld sinds de aanwijzing vrij ingrijpende veranderingen heeft ondergaan. De intrekking betrof het westelijke deel van de oorspronkelijke aanwijzing; bescherming van het oostelijke deel bleef gehandhaafd. Het thans niet meer beschermde, maar wel nog 'gewaardeerde' gezicht beslaat een oppervlakte van 20,3 hectare.
Het resterende deel van het rijksbeschermd gezicht Schweiberg / Höfke is een van de vier beschermde dorpsgezichten in de gemeente Gulpen-Wittem.